# Adam Powell
Adam James Powell (nacido el 20 de diciembre de 1976 en Newport, Wales) es un diseñador de juegos y empresario. Es el cofundador de Neopets y Meteor Games.

## Carrera
Powell asistió a la Universidad de Nottingham entre 1995 y 1998 estudiando informática. Durante ese tiempo en Nottingham, Powell creó Dark Heart, lanzado en 1996, un popular MUD basado en el código DikuMUD.
En 1997, Powell inició Shout! Advertising, una empresa de publicidad británica que lograba el tercer lugar en publicidades de clic en Internet a mediados de 1999. También cofundó Netmagic, un exitoso negocio de banners de publicidad en línea. Luego, en julio de 1999, fundó Powlex, que se centró en el diseño de páginas web.

### Neopets
Powell tuvo la primera idea de Neopets en 1997, cuando estudiaba en Nottingham. Él y Donna Powell (anteriormente Donna Williams), iniciaron la programación del sitio en septiembre de 1999, lanzando el sitio dos meses más tarde, el 15 de noviembre del mismo año. Powell programó todo el sitio, y creó la mayoría de juegos y actividades del sitio.
En abril del 2000, Powell negoció una significante inversión en Neopets.com y transfirió la compañía del Reino Unido a Los Ángeles. Después del cambio, Powell se mantuvo en el equipo como director creativo y técnico. Bajo su dirección, Neopets pasó de su lanzamiento inicial a más de 140 millones de cuentas y 5 billones de páginas vistas al mes. El 20 de junio del 2005, Viacom compró Neopets, Inc. por 160 millones de dólares.
Powell siguió trabajando para Neopets hasta junio del 2007, ayudando a la transición después de la compra y a continuar desarrollando conceptos para el sitio.
Powell tiene un diseño creativo y créditos por escrito en una amplia variedad de productos de Neopets, incluyendo el juego de PSP Neopets: Petpet Adventures: The Wand of Wishing y Wizards of the Coast. En septiembre de 2003 se lanzó el juego de cartas intercambiables de Neopets y Sony Computer Entertainment America Inc's lanzó en 2005 Neopets: The Darkest Faerie para PlayStation 2.

### Meteor Games
Después de la venta de Neopets, Adam y Donna Powell fundaron Meteor Games, en 2007. En 2008, Meteor Games desarrolló un juego llamado Twin Skies, que finalmente fue lanzado en 2009.
Aparte de otros juegos del 2011, Meteor Games lanzó en agosto el juego Neopets Treasure Keepers en Facebook, el cual cerró a mediados de diciembre.